# Punto panameño
El punto es un baile y género musical autóctono de Panamá que incluye en su estructura la forma melódica y la coreográfica.Posee una composición creada específicamente para el baile, ejecutado por una sola pareja que hace gala de donaire,precisión y gracia.Es de pura ascendencia hispánica y es considerado el baile y género musical más bello y elegante de todo el Istmo de Panamá.
No es baile de toda una noche como puede serlo el tamborito y la cumbia panameña, el pindín y la mejorana. Se baila más bien como una demostración atractiva entre los minutos de descanso de un baile, para regalo de los ojos y goce del espíritu de la concurrencia a una fiesta. Si la pareja se luce, la concurrencia estalla en aplausos y hasta hay monedas que ruedan por el suelo, en su honor. Muchas veces los músicos, entusiasmados, han rendido su homenaje a los bailadores notables, "doblando' los tambores como designan ellos al acto de inclinarlos frente a los pies de la dama.

## Pasos Básicos y Conformación Coreográfica
Al iniciar el baile el hombre debe estar inclinado en el piso con la rodilla izquierda en el piso y la rodilla derecha arriba y agarrándole la mano a la mujer. La mujer camina; tomada de la mano; al son de los tambores alrededor del hombre sin soltarle la mano.
Ella regresa a su posición original y mira a su pareja con mucho amor. Él se para y camina hacia atrás y se coloca a su posición original y la mira a ella con un coquete e inician el baile con los siguientes pasos a continuación descritos que se repiten en su orden, dos o tres veces:
- El Paseo: El varón y la dama describen un amplio círculo como si estuvieran cada uno ocupando los extremos de un diámetro.

- El Zapateo: En el cual los bailadores, frente a frente, hacen gala de esta españolísima destreza producto de un cambio de la música se ejecuta.

- EL Escobillado: Que separa ampliamente a la pareja, ya que se ejecuta con un menudo movimiento hacia atrás,

- La Seguidilla: Con la cual se desplazan acercándose el uno al otro para girar con mucha serenidad y finura en el centro del círculo hasta que se indique el cambio y comience de nuevo la fase del Paseo.

## Formación Instrumental
La orquesta del Punto la conforman un Rabel o un acordeón; una flauta; la guitarra española, mejorana y ahora un tambor y hasta la caja. Originalmente no usaban tambores que han venido a incorporarse con el pasar del tiempo.
Su compás característico es el de 6/8, que corresponde, en términos de rítmica clásica, a una dipodia yámbica. En la cantilena melódica del punto alternan dosillos y tresillos, predominando el tresillo; la fórmula de acompañamiento sí es, invariablemente, de subdivisión ternaria.

### El rabel o violín criollo
Descendiente de su antepasado árabe rabeb, que conserva, como el rabel pastoril de España, sus tres cuerdas y la función de intérprete de la melodía. La tapa suele fabricarse de balsa y todo el resto del instrumento de árbol de cedro o de Jamaica. Para fabricar el arco, al cual se le da forma curva y tendida análoga se usa el martillo. Las cuerdas salen de la crin del caballo.

### La mejorana
La tapa y el fondo de la caja “resonadora” son planos y paralelos. El porta cuerdas, mango o cuello es tan corto que casi parece ser hecho a la medida de la mano. El cuerpo resonador tiene forma de ocho alargado. Esta guitarra mide de 55 a 60 cm de largo. Existen dos variedades determinadas por el cordaje y la afinación; la “mejorana”, de cinco y la bocona, de cuatro cuerdas.

### La guitarra española
Instrumento musical de uso universal, debido a que tiene múltiples usos de tradición en la música del folclore panameño, comúnmente acompaña al violín en reemplazo de la mejorana.

### El acordeón
Procedente de Austria, fue traído a Panamá a mediados del siglo XIX por marineros y aventureros europeos que, en grandes cantidades, cruzaban el istmo rumbo a California. Se tiene noticias de su venta en el Istmo desde hace más de 160 años en un anuncio en el periódico la estrella de Panamá en 1850. Ya a fines del 19 y durante la Guerra de los Mil Días, los panameños usaban el acordeón como sustituto del violín en los bailes populares. Se poseen grabaciones de interesantes “cumbias” y “atravesa’os” de la Guerra de los Mil Días y testimonios de músicos de aquellos tiempos que afirman que el acordeón era el instrumento usado en ese tiempo, en los bailes del pueblo.

### Tambor repicador
Tambor de forma cilíndrica, de sonido agudo, está revestido con cuero de venado, amarrado con cuerdas y cuñas que le dan tensión al cuero, generalmente es el que adorna la melodía de percusión con su repicar en contratiempo.

### Tambor pujador
Tambor de cuña de sonido grave, el que puja sin variar, de la misma constitución del repicador, sin embargo es un poco más grueso con relación al primero.

### La caja redoblante Hispánica
Es el tambor criollo en base al redoblante Español, que lleva el compás, Instrumento cilíndrico hueco confeccionado de madera cubierto con cuero de venado, tiene parches por sus dos lados, y se toca con dos bolillos o palitos. Normalmente va acompañada con una cuerda delgada tensada en uno de sus parches de cuero, para que al ser ejecutado emita un sonido vibratorio acompañado con el sonido del cuero.

## Modalidades y Variantes Regionales
- El punto Santeño:  Primero se hace la presentación del varón a la dama hacia las personas presentes, Consta de paseo, danza, escobillado, saltando, y después la seguidilla en donde el hombre lleva sus manos arriba, es el más popular en el país.[5]

- El Punto Ocueño: No tiene escobilleo antes de empezar el baile, el hombre toma a la dama por el brazo y caminando la pasea por toda la rueda. Se inicia el paseo equidistante uno del otro, y luego un zapateo, pero no como el santeño, sino que ejecutan su propio estilo. Luego, se hace la seguidilla con un juego de manos. Seguidamente se repite el zapateo, seguidilla y paseo.

- Puntos de la Chorrera: Se practica el Punto de Salón y el Punto de Diablos. Este último es el que bailan los miembros de la danza de los Gran diablos al final de su demostración. Tanto el uno como el otro son bailados con música muy específica y coreografía diferente de la de la forma santeña. Mientras el "punto" de salón es baile de una sola pareja cada vez, el de "Diablos", es ejecutado por parejas en forma colectiva. Todos los personajes de la danza intervienen y por cierto con mucho humor en este apareamiento. Divierte ver al Diablo Mayor bailar con el Ángel con quien ha tenido momentos antes un buen altercado, o con el Alma, un "punto" con movimientos para nada candorosos.[6]

- El Punto de Parita: Presenta entre sus movimientos una figura muy llamativa que denominan "dancear", muy parecida a la de unos de los momentos del "punto" de salón chorrerano,

- Los puntos de Mejorana: Se parecen bastante a los bailes de Zapatero. Su variación real comienza en la formación de su ronda. Las parejas no pueden, como en el caso del Zapatero, ocupar cualquier lugar. Podríamos decir observando la ejecución, que es una gran rueda formada por pequeñas rondas descritas por cada una de las parejas al movilizarse para realizar la fase del Paseo, figura obligada, en todos las ejecuciones de un baile de "Punto". Llama también la atención el hecho de que los varones son los que van por fuera del círculo y no las mujeres, posición que no se observa en los otros bailes de este tipo. Además hay que agregar un inusitado batir de polleras, que se mueven vertiginosamente, según el gusto de la dama, en cualquiera dirección. Su Seguidilla es algo muy llamatívo, acompañada de Zapateos y remates en los que la mujer se va desplazando de espaldas y el hombre avanzando hacia ella, de frente y con los brazos en alto. Su música es bellísima, sobre todo la que ellos designan con el nombre de "punto costeño", la cual invita en uno de sus momentos, a realizar los movimientos más atractivos de la ejecución bajo la conmoción que siembra en los ejecutantes la serie de arpegios correspondientes a ese momento.[7]